# برنت هایندز
برنت هایندز (به انگلیسی: Brent Hinds) متولد ۱۶ ژانویه ۱۹۷۴، (۲۶ دی ۱۳۵۱) در پلهام ایالت آلاباما، گیتاریست/خواننده گروه مستودون می‌باشد.